# Cosmo Maria De Horatiis
Cosmo Maria De Horatiis (Poggio Sannita, 25 settembre 1771 – Napoli, 26 marzo 1850) è stato un medico italiano.
De Horatiis fu il personaggio storico più illustre nato nell'attuale Poggio Sannita. Fu un valente chirurgo, ritenuto tra i migliori nell'Italia meridionale nella prima metà dell'800. Figlio di Costanzo e di Rosa Daniele, all'età di 11 anni entrò nel seminario di Trivento dove tra gli altri ebbe come maestro Attanasio Tozzi a sua volta discepolo di Genovesi. A 17 anni iniziò nell'Università di Napoli scienze umanistiche ma successivamente si prodigò nello studio della medicina. A quel tempo l'Università di Napoli eccelleva per qualità di insegnanti, e De Horatiis ebbe tra i suoi professori, eminenti cultori dell'anatomia come Mauro e Cotugno e come clinici Sementini e Andria. Si laureò in Medicina a Salerno nel 1791 e subito dopo tornò al suo paese natìo.
Nel 1799 trovandosi per affari ad Isernia ed essendovi le truppe francesi napoleoniche in prossimità, gli fu chiesto dalla popolazione di mediare una pace con i conquistatori stranieri. La mediazione fu positiva tanto che fece parte del governo provvisorio della città durante l'occupazione francese. Dopo una fugace restaurazione del potere borbonico sulla città, venne arrestato, condotto a Napoli e rinchiuso nel Castello dell'Ovo; qui fu processato e condannato per tradimento alla pena capitale; ma la sentenza fu tramutata nell'esilio. In pieno periodo napoleonico andò in Francia insieme a due colleghi quasi conterranei Carlantonio Tirone e Carlo Barbieri originari di Agnone.
| Controllo di autorità | VIAF (EN) 88894749 · ISNI (EN) 0000 0000 6286 5473 · BAV 495/78842 |